# Марк Спиц
Марк Ендру Спиц (енгл. Mark Andrew Spitz; Модесто, 10. фебруар 1950) је бивши амерички пливач. Један је од најуспешнијих спортиста на олимпијским играма са девет златних, и по једном сребрном и бронзаном медаљом. Од девет златних медаља са олимпијских игара седам је освојио на Летњим олимпијским играма у Минхену 1972. Двадесет три пута је постављао светске рекорде у дисциплинама 100 и 200 m слободно и 100 и 200 m лептир.

## Младост
Спиц је рођен 1950 у Модесту у Калифорнији, као прво од троје деце од мајке Леноре Силвије (Смит) и Арнолда Спица. Његова фамилија је јеврејског порекла; породица његовог оца је била из Мађарске, а мајчина, оригинално са презименом „Склоткович”, је потицала из Русије. Кад је Спиц имао две године, његова породица се преселила у Хонолулу на Хавајима, где је он пливао на Вајкики плажи сваког дана. „Требало је да видите тог малог дечака како трчи у океан. Он би трчао као да покушава да изврши самоубиство”, Ленора Спиц је рекла репортеру Тајмса 1968. године. Кад је имао шест година, његова породица се вратила у Сакременто у Калифорнији, и он је почео да се такмичи за локални пливачки клуб. У својој деветој години, он је тренирао при Арден Хилс пливачком клубу у Сакременту са пливачким тренером Шермом Чавуром, који је подучавао шест других добитника олимпијских медаља.
Спиц је држао један светски рекорд за своју старосну групу и 17 националних рекорда кад је имао 10 година. Кад је Спиц имао 14 година, његова породица се преселила у Санта Клару, где се придружио тамошњем пливачком клубу и тренирао га је Џорџ Ф. Хејнс. Од 1964 од 1968, марк је тренирао са Хејнсом у локалном пливачком клубу и при Средњој школи Санта Клара. Током његове четири године боравка у том месту, Марк је држао националне средњошколске рекорде у свим стиловима и растојањима. Године 1966, у својој 16. години, он је победио на 100-метара лептир стилом на ААУ националном шампионату, што је била његова прва од укупно 24 AAU титуле. Наредне године, Спиц се појавио на светској пливачкој сцени кад је поставо свој први светски рекорд на малом калифорнијском такмичењу са временом од 4:10.60 на 400-метара слободним стилом.

## Каријера
На Летњим олимпијским играма 1968. у Мексику освојио је златне медаље у тркама штафета на 4 пута 100 m и 4 пута 200 m слободним стилом. У дисциплини 100 m лептир освојио је сребро, док је у дисциплини 100 m слободним стилом освојио бронзану медаљу.
На Летњим олимпијским играма 1972. у Минхену, Марк Спиц је освојио златне медаље у свим дисциплинама у којима се такмичио, уз светске рекорде у финалним тркама. На тим Играма освојио је златне медаље у дисциплинама 100 и 200 m слободним стилом, 100 и 200 m лептир стилом и у штафетним тркама 4 пута 100 слободно и мешовито, као и у трци 4 пута 200 m слободним стилом. Након олимпијских игара престао је да се професионално бави пливањем.

### Лични рекорди
- 100  слободно: 51,22 sec (1972, тада светски рекорд). Рекорд обарао 3 пута од 1970. са 51,94 .
- 200  слободно: 1:52,78 sec (1972, тада светски рекорд). Рекорд обарао 3 пута од 1971. са 1:54,2.
- 100  лептир: 54,27 sec (1972, тада светски рекорд). Рекорд обарао 7 пута од 1967. са 56,3.
- 200  лептир: 2:00,70 sec (1972, тада светски рекорд). Рекорд обарао 7 пута од 1967. са 2:06,4.

Штафете:
- 4 × 100 m слободно: 3:26,42 sec (1972, тада светски рекорд).
- 4 × 200 m слободно: 7:35,78 sec (1972, тада светски рекорд).
- 4 × 100 m мешовито: 3:48,16 sec (1972, тада светски рекорд).

## Филмска и телевизијска каријера
Након што се Спиц повукао из такмичарског пливања са 22 године, његовом каријером је управљала агенција Вилијам Морис, која је покушала да га уведе у шоу бизнис док је још увек био познато име због његовог атлетског успеха.
Постер са Спицом у купаћем костиму и седам златних медаља учинио га је најзгоднијим пинапом од Бети Грејбл.
У Спицовом ТВ дебију, појавио се представљајући себе самог у скечу као зубар у специјалу Боба Хоупа који је емитован 5. октобра 1972. У периоду 1973–74, Спиц се појавио у ТВ емисијама The Tonight Show Starring Johnny Carson и The Sonny & Cher Comedy Hour. У ТВ драми Emergency!, глумио је Пита Барлоа, чију се жена (коју глуми Спицова жена, Сузи) случајно упуца из пиштоља у препуној фиоци. Такође се накратко појавио у емисији The Dean Martin Celebrity Roast гувернера Калифорније Роналда Регана у септембру 1973.
Спиц је почео да ради за ABC Sports 1976. године и радио је на многим спортским презентацијама, укључујући покривање Летњих олимпијских игара 1976. у Монтреалу и Летњих олимпијских игара 1984. у Лос Анђелесу. Године 1985, појавио се као ТВ најављивач у Challenge of a Lifetime. Неко време је наставио да ради као емитер, али за неколико година једва да је виђен као јавна личност осим можда као коментатор пливачких догађаја попут Летњих олимпијских игара 2004. Уместо тога, Спиц се фокусирао на своју компанију за некретнине на Беверли Хилсу и хобије као што је једрење.

### Нарација
Спиц је био наратор у Freedom's Fury, мађарском документарном филму из 2006. о утакмици Олимпијског ватерполо тима Крв у води против Совјетског Савеза у време Револуције 1956. — која се сматра једном од најпознатијих ватерполо утакмица. Извршни продуценти филма су Квентин Тарантино и Луси Лиу, а дебитовао је на Трибека филмском фестивалу.

### Рекламе
Он се појавио у реклами за Калифорнијски саветодавни одбор за млеко. Једна од његових штампаних реклама је садржала натпис „Увек то пијем – то је нешто што волим да радим. Желим да ме мајке воле“.
Године 1974. био је у бројним рекламама за Шикове жилете. Године 1998, појавио се са Евелом Нивелом у ТВ реклами за PlayStation.
Године 2004, појавио се у ТВ реклами за Sprint PCS. Затим, у новембру 2007, Спиц се појавио као имао камео улогу у телевизијској реклами Аманде Берд (за GoDaddy) са њених седам олимпијских медаља (освојених између 1996. и 2004. године). Оглас је носио назив „Шок”. Такође, 2007. се појавио у реклами за „Орбитрек Елит“ фитнес тренинг.
У реклами из 2019, Спиц је представио лични ЕКГ уређај компаније KardiaMobile.
Спиц је 2022. године подржао здравствени додатак Рилиф фактор.

## Лични живот
Када се Шпиц вратио са Олимпијских игара, почео је да излази са Сузи Вајнер, студенткињом UCLA позоришта и хонорарним моделом, која је такође била ћерка једног од пословних познаника његовог оца. Мање од годину дана након Олимпијских игара у Минхену, венчали су се 6. маја 1973. године уз традиционалну јеврејску службу у хотелу Беверли Хилс. Имају два сина, Метјуа (рођеног октобра 1981) и Џастина (рођеног септембра 1991). Џастин је био члан пливачког тима Станфорда. Шпиц и његова супруга живе у Лос Анђелесу, Калифорнија.